# Торонто репторси
Торонто репторси (енгл. Toronto  Raptors) су канадски кошаркашки клуб из Торонта, Онтарио. Играју у НБА лиги (Атлантска дивизија). Налазе се у власништву Maple Leaf Sports & Entertainment Ltd. Основани су 1995. истовремено са Ванкувер гризлисима, као део пројекта ширења НБА лиге на Канаду. Од када су се Гризлији преселили у Мемфис, Репторси су постали једини клуб изван територије САД у НБА лиги. Своје утакмице као домаћини прво су играли у Роџерс центру, а од 1999. у Скошабенк арени.
Као и готово сви тек основани тимови, Репторси су у првим сезонама бележили слабије резултате. Тек после драфта 1998. и довођења Винса Картера остварили су свој највећи број победа у једној сезони и пласирали се у плеј оф 2000, 2001. и 2002. Предвођени Картером остварили су 47 победа у регуларном делу и пласирали се у полуфинале конференције 2001. године. Током сезона 2002/03. и 2003/04. нису се пласирали у плеј оф, па је Картер након тога трејдован у Њу Џерси нетсе.
Након Картеровог одласка Крис Бош се наметнуо као лидер тима. У првој сезони Брајана Коланџела на месту председника и генералног менаџера и доласка Андрее Барњанија, који је дошао као први пик из прве рунде драфта, Репторси су изборили пласман у плеј оф. То су успели први пут након пет сезона, уз остварени учинак од 47 победа у регуларном делу, чиме су постали шампиони Атлантик дивизије. У сезони 2007/08. су такође изборили пласман у плеј оф. Бош је након тога отишао као слободан играч у Мајами хит. Андреа Барњани је током 2013. трејдован у Њујорк никсе.

## Играчи

### Значајни играчи
- Винс Картер
- Трејси Макгрејди
- Крис Бош
- Андреа Барњани
- Демар Дерозан
- Кајл Лаури
- Кавај Ленард